# Veribubo albinus
Veribubo albinus är en tvåvingeart som först beskrevs av Becker och Stein 1913.  Veribubo albinus ingår i släktet Veribubo och familjen svävflugor. Inga underarter finns listade i Catalogue of Life.